# 普伊萬尼約克山
13°40′44″S 74°21′22″W / 13.67889°S 74.35611°W
普伊萬尼約克山（Puywanniyuq），是秘魯的山峰，位於該國中南部阿亞庫喬大區，由維克托法哈多省的薩爾瓦區負責管轄，屬於安地斯山脈的一部分，海拔高度4,400米。